# Науру на Летњим олимпијским играма 2024.
Науру је учествовао на Летњим олимпијским играма 2024. у Паризу од 26. јула до 11. августа 2024. године. Ово је осми наступ нације на Летњим олимпијским играма.
Спринтер Винзар Какиоуеа је једини спортиста који представља Науру на овом издању игара.  Какиоуеа је такође био носилац заставе земље током церемоније отварања . 

## Учесници по спортовима
| Спорт    | Мушкарци | Жене | Укупно |
| -------- | -------- | ---- | ------ |
| Атлетика | 1        | 0    | 1      |
| 1 спорт  | 1        | 0    | 1      |

## Атлетика
| Атлетичар       | Дисциплина     | Квалификације | Квалификације | Финале   | Финале  |
| Атлетичар       | Дисциплина     | Резултат      | Пласман       | Резултат | Пласман |
| --------------- | -------------- | ------------- | ------------- | -------- | ------- |
| Винзар Какиоуеа | Мушкарци 100 м | 11.15         | 34            |          |         |